# Parque eólico de Tharsis

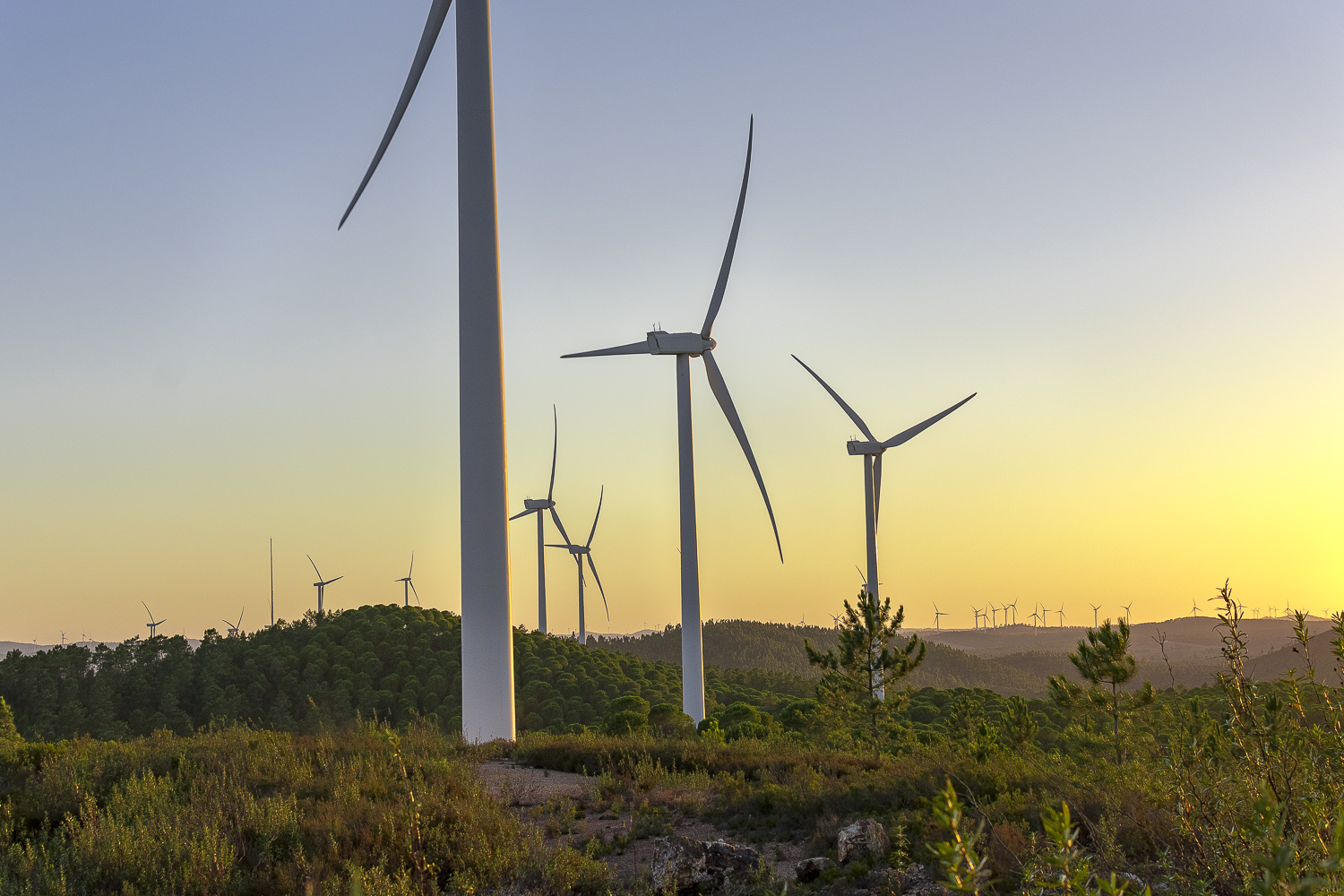
Aerogeneradores en Tharsis, 2020.

El parque eólico de Tharsis se encuentra ubicado en la localidad española de Tharsis, dentro del término municipal de Alosno, en la provincia de Huelva. Fue construido por la empresa Gamesa Energía. Su creación se enmarca en el proceso de reconversión económica que atravesó la cuenca minera de Tharsis-La Zarza tras el cierre de las minas a comienzos de la década de 2000. El parque está compuesto por cinco aerogeneradores, teniendo una capacidad de 4,25 MW.
En sus cercanías se encuentra situado otro parque eólico, el de El Saucito.